# Doug Collins (politico)
Douglas Allen Collins, detto Doug (Gainesville, 16 agosto 1966), è un politico statunitense, Segretario degli Affari dei Veterani degli Stati Uniti d'America nella seconda amministrazione Trump dal 5 febbraio 2025 e membro della Camera dei Rappresentanti per lo stato della Georgia dal 2013 al 2021.

## Biografia
Nato e cresciuto in Georgia, dopo gli studi Collins lavorò come imprenditore, per poi entrare nelle riserve dell'Air Force. Per molti anni fu pastore della propria chiesa e dopo aver conseguito la laurea in legge nel 2007, Collins lavorò come avvocato. Entrato in politica con il Partito Repubblicano, venne eletto all'interno della legislatura statale della Georgia, dove servì tre mandati.
Nel 2012 si candidò alla Camera dei Rappresentanti per il seggio lasciato da Tom Graves, che aveva deciso di chiedere la rielezione in un altro distretto. Essendo l'elettorato largamente favorevole ai repubblicani piuttosto che ai democratici, la competizione più difficile era quella delle primarie repubblicane. Dopo essere prevalso di misura sugli altri candidati, Collins affrontò in un ballottaggio la commentatrice radiofonica Martha Zoller e la sconfisse con un discreto margine. Nelle elezioni generali, Collins sconfisse nettamente l'avversario democratico e approdò così al Congresso.

### Segretario degli Affari dei Veterani
Il 14 novembre 2024 è stato designato dal presidente eletto Donald Trump come segretario degli affari dei veterani all'interno della sua seconda amministrazione, carica che è stata poi confermata al Senato statunitense il 4 febbraio 2025 con 77 sì e 23 no, entrando così in carica a partire dal giorno dopo.

## Vita privata
Ideologicamente, Collins si configura come un repubblicano molto conservatore, favorevole alla pena di morte e contrario all'eutanasia. Sposato con Lisa, ha tre figli.